# Сымбат (академия моды)

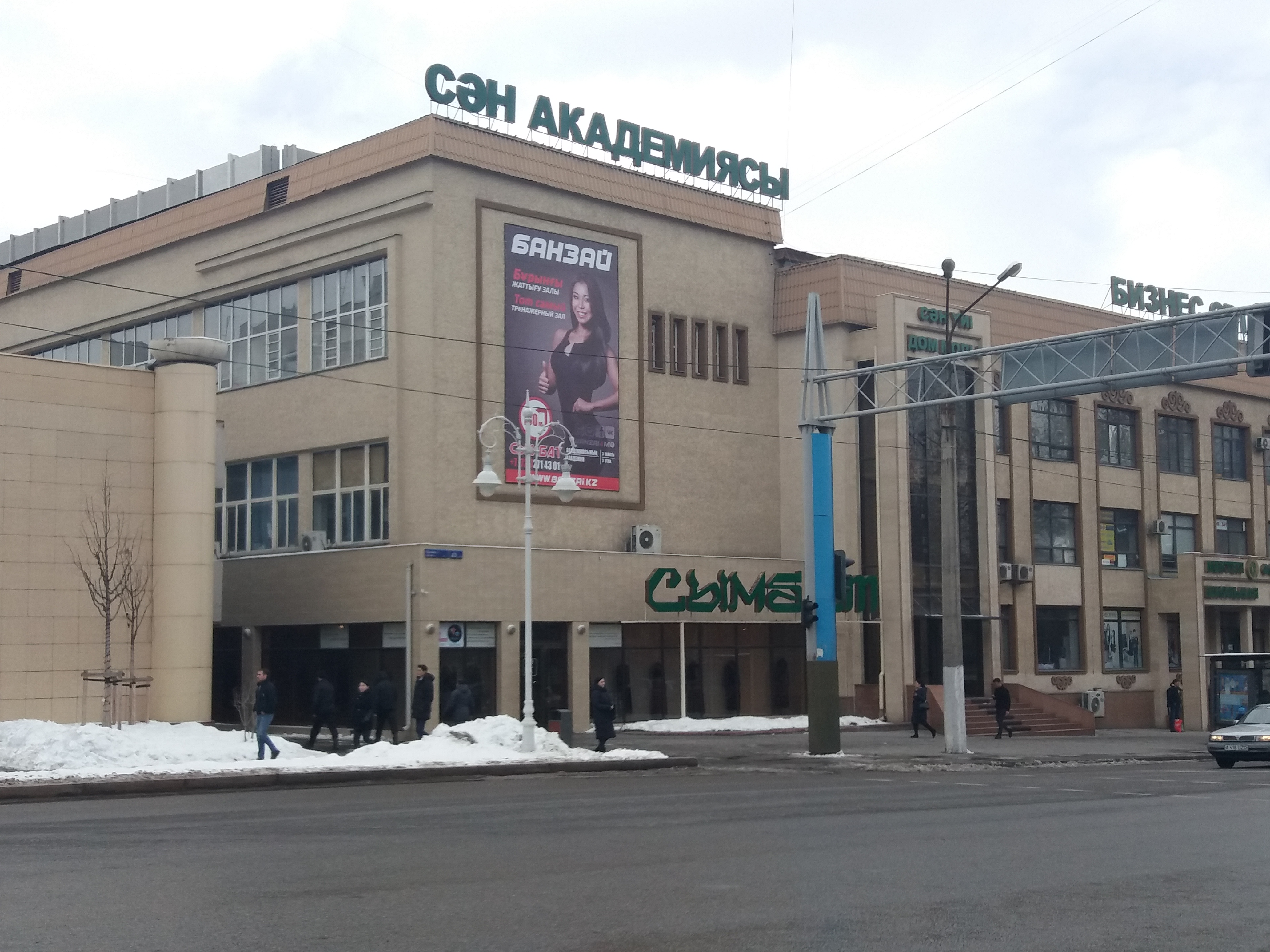
Здание академии

Академия моды «Сымбат» — казахстанская компания, разработчик и изготовитель одежды, действующее при ней высшее учебное заведение. Адрес: Алма-Ата, ул. Жибек Жолы, 65А, ТОО «Академия моды „Сымбат“»
Президент — Сабыркуль Асанова.

## История
Основоположник модной индустрии в Казахстане, академия моды «Сымбат» была основана в 1947 году. «Сымбат» является разработчиком национальной одежды, изготовителем эталона государственного флага Республики Казахстан и штандарта Президента РК Назарбаева Н. А. Первая и единственная казахстанская компания, разрабатывающая дизайн одежды для крупнейших зарубежных фирм. В 1972 году, академия первым в истории Казахстана представила отечественную моду за рубежом. Около 35 лет академия моды участвует в более чем 40 международных показах на фестивалях, конкурсах моды в более чем 30 странах мира. Ежегодно проходит 20 показов в Казахстане и около 10 показов за рубежом. В 2000 году «Сымбат» провела первый Международный конкурс «Высокой моды современного национального костюма». Сымбат регулярно участвует на Сибирской неделе моды, в Москве, Дубае и Вашингтоне. Компания разрабатывает дизайн-модели для таких компаний, как «Must industries» (США, Нью-Йорк) со всемирно известными торговыми марками Chico’s, White and black, Victoria secrets.
В 2007 году Академия моды «Сымбат» отметила 60 лет.

## Театр моды
Театр основан в 1987 году. Участник зарубежных ярмарок моды многих стран мира, осуществляет театрализованный шоу-показ коллекции изделий одежды на презентациях, городских и республиканских мероприятиях. Театр моды представляет Казахстан более чем в 30 странах мира таких как: Франция, Германия, Англия, Италия, Канада, Республика Корея, Россия и т. д. В нем собрано около 700 изделий одежды, которая отражает этническую самобытность и культуру казахского народа.

## Участие в неделях моды
- Сибирская Недели моды — Siberian Fashion Week

11 ноября 2007
- Вашингтонская неделя моды DC Fashion Week

23-30 сентября 2007
- Неделя моды в Дубае — Dubai International Fashion Week

1-4 апреля 2007
- Неделя моды в Москве — Moscow Fashion Week

23-29 марта 2007